# Lift Every Voice and Sing
“Lift Every Voice and Sing” é um hino com letra de James Weldon Johnson (1871-1938) e música de seu irmão, J. Rosamond Johnson (1873-1954). Escrito no final do século XIX, o hino reflete o contexto dos afro-americanos da época, funcionando como uma oração de agradecimento a Deus, além de clamar por fidelidade e liberdade. Suas imagens evocam o êxodo bíblico da escravidão para a liberdade, simbolizando a jornada para uma “terra prometida”.
Estreado em 1900, "Lift Every Voice and Sing" foi cantado nas comunidades negras americanas, e em 1917, a NAACP começou a promovê-lo como o “hino nacional negro” (termo utilizado de forma semelhante até os dias de hoje). O hino foi incluído em 42 hinários cristãos e também foi interpretado por diversos cantores e músicos afro-americanos. Sua relevância cresceu a partir de 2020, após os protestos de George Floyd. Em 2021, o então líder da maioria na Câmara, Jim Clyburn [en], apresentou um projeto de lei propondo que o hino fosse oficialmente reconhecido como o “hino nacional” dos Estados Unidos.

## Histórico
James Weldon Johnson, diretor da Escola Edwin M. Stanton em Jacksonville, Flórida, inicialmente planejou escrever um poema para comemorar o aniversário de Abraham Lincoln. No entanto, diante do movimento pelos direitos civis em andamento, ele optou por escrever um poema que abordasse as lutas dos afro-americanos após a era da Reconstrução, incluindo a aprovação das leis Jim Crow no Sul. "Lift Every Voice and Sing" foi recitado pela primeira vez em 1900 por um grupo de 500 estudantes. Posteriormente, seu irmão J. Rosamond Johnson musicou o poema.
Após o Grande Incêndio de 1901, os irmãos Johnson se mudaram para Nova York, onde seguiram carreira na Broadway. Nos anos seguintes, "Lift Every Voice and Sing" se espalhou pelas comunidades negras, e Johnson escreveu que “as crianças da escola de Jacksonville continuavam a cantá-lo; iam para outras escolas e o cantavam; tornavam-se professoras e o ensinavam a outras crianças. Em vinte anos, estava sendo cantado por todo o Sul e em algumas outras partes do país”.

## Reconhecimento
Uma escultura de Augusta Savage inspirada na música "Lift Every Voice and Sing" foi exibida na Feira Mundial de Nova York em 1939. A obra, que representava um coro de crianças em formato de harpa, foi uma das atrações mais notáveis do evento. Savage foi a única mulher negra contratada para trabalhar na Feira, e a escultura foi rebatizada como “The Harp” pelos organizadores. Durante o evento, réplicas em miniatura da escultura e cartões postais com sua imagem foram vendidos. Como outras instalações temporárias, a escultura foi destruída ao final da feira.

### "Hino nacional negro”
Em 1919, a Associação Nacional para o Progresso de Pessoas de Cor (NAACP) passou a se referir a "Lift Every Voice and Sing" como o "hino nacional negro", reconhecendo seu poder como um símbolo de libertação e afirmação para a população afro-americana. James Weldon Johnson foi nomeado o primeiro secretário executivo da NAACP no ano seguinte, e a música continuou sendo chamada de "o hino nacional negro".
O uso do termo "hino nacional negro", no entanto, gerou críticas. Timothy Askew, professor associado da Universidade Clark Atlanta, uma instituição historicamente negra, argumentou que essa designação poderia ser interpretada erroneamente como um desejo de separatismo por parte das comunidades negras. Ele destacou que a letra do hino não faz referência explícita a nenhuma raça específica, o que levou à sua execução fora das comunidades afro-americanas, e afirmou que "a identidade deve ser desenvolvida pelo próprio indivíduo, não por um grupo que acredita saber o que é melhor para você". Comentadores conservadores também expressaram objeções, considerando a referência ao hino como "o hino nacional negro" como divisiva e desvalorizando "The Star-Spangled Banner", o hino nacional dos Estados Unidos.
Em resposta às críticas de Askew, Hilary O. Shelton, vice-presidente sênior de defesa e política da NAACP, declarou à CNN que o hino "foi adotado e acolhido por um grupo inter-racial muito amplo e fala da esperança de sermos cidadãos de primeira classe em nossa sociedade", sendo utilizado tanto junto com o hino nacional dos EUA quanto com o Juramento de Fidelidade em eventos públicos. Shelton acrescentou: "Afirmar que nós, afro-americanos, queremos formar uma confederação ou nos separar dos brancos por causa de uma música é desconcertante para mim."
Em janeiro de 2021, o representante Jim Clyburn, então líder da maioria na Câmara, patrocinou o HR 301, um projeto de lei que propunha tornar "Lift Every Voice and Sing" o hino nacional dos Estados Unidos. Embora outras músicas já tenham sido sugeridas ao longo da história para substituir o hino nacional, "The Star-Spangled Banner" continuaria sendo o hino oficial do país.

## Referências e performances notáveis

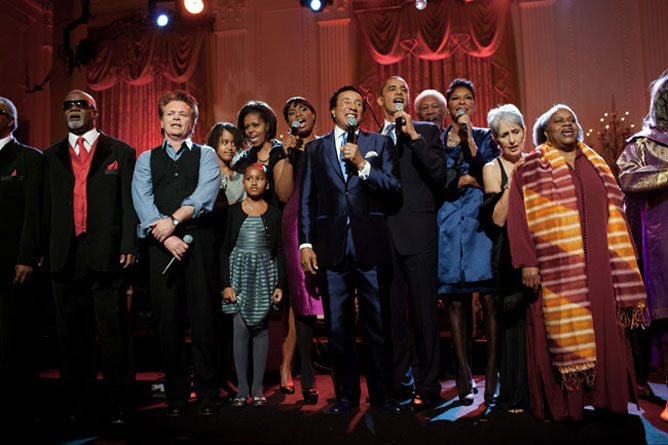
A família de Barack Obama, Smokey Robinson e outros cantando “Lift Every Voice and Sing” na Casa Branca em 2014.